# Wild and Woolly Women
Wild and Woolly Women è un cortometraggio muto del 1917 diretto da Roy Clements.

## Produzione
Il film fu prodotto dalla Nestor Film Company e dall'Universal Film Manufacturing Company.

## Distribuzione
Il copyright del film è datato il 5 ottobre 1917. Distribuito dall'Universal Film Manufacturing Company, il cortometraggio uscì nelle sale cinematografiche USA il 15 ottobre 1917.